# 深水䲗属
深水䲗属（学名：Bathycallionymus）为䲗科的一个属。

## 下属物种
本属包括以下物种：
- 臺灣深水䲗 Bathycallionymus formosanus Fricke, 1981
- Bathycallionymus kaianus (Günther, 1880)